# 永井浩二 (野球)
永井 浩二（ながい こうじ、1971年6月2日 - ）は、広島県出身の学生野球指導者。

## 経歴
現役時代は捕手としてプレー。広島県立広島商業高等学校時代に甲子園大会出場を経験。亜細亜大学に進学し、高津臣吾の球を受けた。1年下に入来祐作、沖原佳典がいた。
大学卒業後は地元の広島県福山市のNKK（現在のJFE西日本）に入社。ドラフト候補にあがることもあったが、プロ入りは叶わなかった。
1998年から知人の紹介で渡米し、2年間メジャーリーグのニューヨーク・メッツにブルペン捕手兼打撃投手を務めた。
帰国後、クラブチームの浜松ケイ・スポーツBCに入団し、のちに現役引退。
2006年から浜松大学（2013年より常葉大学浜松キャンパス）のコーチに就任。12月からは監督。監督就任時にはメッツ時代の監督で当時ロッテ監督だったボビー・バレンタインを訪ねて春季キャンプへ行きアドバイスをもらった。2012年には東海地区大学野球秋季リーグ戦で優勝。
2019年6月からはオイスカ高等学校（2022年4月にオイスカ浜松国際高等学校に校名変更）の監督に就任。社会科を担当する。オイスカの校長と知り合いだったことからの就任だったが、就任の決定は急遽のものだった。高校では選手を下の名前で呼び、強制的な坊主を廃止。LINEグループを作ってこまめに連絡を取るなどの指導法を取った。

## 著書
- 考える配球 ピッチングの極意へ、そして勝利へ近づくために!（2013年8月、ナツメ社、ISBN 978-4816354663）